# Кунчукохабль
Кунчукохабль (Кончукохабль; адыг. Къунчыкъохьабл) — аул в Теучежском муниципальном районе Республики Адыгея России. Входит в состав Джиджихабльского сельского поселения. Аул основан в 1830 году.
Аул расположен в нижнем течении реки Пшиш, на берегу залива Краснодарского водохранилища, в 8 км. к востоку от центра сельского поселения, аула Джиджихабль.

## Население
| 2002 | 2010 | 2013 | 2014 | 2015 | 2016 | 2017 |
| ---- | ---- | ---- | ---- | ---- | ---- | ---- |
| 470  | ↗553 | →553 | ↘542 | ↗543 | ↘540 | ↘522 |
| 2018 | 2019 | 2020 | 2021 | 2023 | 2024 |      |
| ↘519 | ↘516 | ↘511 | ↘508 | ↗516 | ↘504 |      |

По данным Всероссийской переписи 2021 года:
| Народ               | Численность, чел. | Доля от всего населения, % |
| ------------------- | ----------------- | -------------------------- |
| адыги (черкесы)     | 464               | 91,33 %                    |
| русские             | 31                | 6,10 %                     |
| другие / не указано | 13                | 2,55 %                     |
| всего               | 508               | 100,0 %                    |

## Улицы
- Адыгейская,
- Коммунистическая,
- Ленина,
- М. Панеша,
- Победы,
- Пшиша,
- Теучежская,
- Хакурате,
- Школьная,
- Шовгенова.

## Известные уроженцы
- Куек, Нальбий Юнусович (1938—2007) — адыгейский писатель и общественный деятель.